# آخوندک آفریقایی غول‌پیکر
آخوندک آفریقایی غول‌پیکر (نام علمی: Sphodromantis viridis) نام یک گونه از راسته آخوندک است.